# Teoría del arbitraje
La Teoría del Arbitraje o en inglés Arbitrage pricing theory (APT) dice que el retorno esperado de un activo financiero puede ser modelado como una función lineal de varios factores macroeconómicos, donde la sensibilidad a cambios en cada factor es representada por un factor específico, el coeficiente beta. La tasa de retorno que se deriva del modelo será utilizada para estimar correctamente el precio del activo —el precio del activo debe igualar el precio esperado al final del periodo descontado a la tasa dada por el modelo. Si el precio diverge, el arbitraje debe regresarlo al precio adecuado. Esta teoría fue creada por el economista Stephen Ross en la década de los setenta.

## El Modelo APT
Si APT se cumple, entonces el retorno de un activo debe satisfacer la siguiente relación: cuando tiene
{\displaystyle E\left(r_{j}\right)=r_{f}+b_{j1}F_{1}+b_{j2}F_{2}+...+b_{jn}F_{n}+\epsilon _{j}}
donde
- {\displaystyle E(r_{j})} es la tasa de retorno esperada del activo,
- {\displaystyle r_{f}} es el retorno esperado de un activo libre de riesgo,
- {\displaystyle F_{k}} es el factor macroeconómico,
- {\displaystyle b_{jk}} es la sensibilidad del activo al factor {\displaystyle k},
- y {\displaystyle \epsilon _{j}} es el término de error de media cero del activo de riesgo.

Lo anterior significa que la tasa de retorno incierta de un activo {\displaystyle j} es una relación lineal entre {\displaystyle n} factores. Adicionalmente, se considera que cada factor es una variable aleatoria con media cero.
Debe notarse que existen una serie de supuestos y requisitos que se deben cumplir para que esto último sea correcto: Debe existir competencia perfecta en el mercado, y el número de factores nunca debe ser mayor al número total de activos (esto con el fin de evitar problemas de singularidad en la matriz)..

## Arbitraje y el modelo
El arbitraje es la práctica de tomar ventaja de un desbalance entre dos o más mercados y obtener una ganancia libre de riesgo. 

### El Arbitraje en las expectativas
El modelo APT describe el mecanismo por el cual el arbitraje efectuado por los inversionistas (inversores) lleva a la convergencia del precio desequilibrado de un activo en su precio esperado, de acuerdo con el modelo. Hay que notar que bajo un verdadero arbitraje, el inversor está garantizando una ganancia, mientras que bajo el arbitraje APT, el inversor está garantizando una ganancia esperada. Por lo tanto el modelo APT asume un "arbitraje de las expectativas" - por ejemplo: que el arbitraje generado por los inversores logre modificar el precio de tal forma que este en línea con los retornos esperados por el modelo.

### Mecanismos de Arbitraje
En el contexto del modelo APT, el arbitraje consiste en negociar dos activos - uno de los cuales tiene un precio incorrecto y el otro no. El arbitrajista vende el activo más caro y utiliza estos recursos para comprar el activo que tiene el precio correcto o viceversa. 
Bajo el modelo APT, un activo tiene el precio erróneo si su precio actual varía del precio previsto por el modelo. El precio corriente del activo, debe ser igual a la suma de todos los flujos futuros descontados en función de la tasa de descuento APT, donde la tasa retorno esperada del activo es una función lineal de varios factores macroeconómicos y la sensibilidad a los cambios en cada factor está representada por un factor específico, el coeficiente beta. 
El activo con el precio correcto es de hecho un activo sintético - una cartera de activos consistente de otros activos cuyos precios también son correctos. Esta cartera tiene la misma vulnerabilidad a cada uno de los factores macroeconómicos que el activo cuyo precio es incorrecto. El arbitrajista crea una cartera identificando x activos cuyos precios son correctos (uno por factor más uno) y ponderando cada activo de tal forma que el factor beta de la cartera sea igual al del activo con el precio erróneo. 
Cuando un inversor tiene una posición comprada en el activo y está vendiendo la cartera al descubierto (o viceversa) ha creado una posición que tiene un retorno esperado positivo (la diferencia entre el retorno del activo y el retorno de la cartera) y que tiene una vulnerabilidad neta igual a cero ante cualquier factor macroeconómico y por lo tanto libre de riesgo. El arbitrajista está en posición de obtener una ganancia libre de riesgo: 

Cuando el precio de hoy es más bajo:
Esto implica que al final del periodo la cartera se habrá valorizado a la tasa implicíta por el modelo APT, mientras que el activo con el precio erróneo se habrá valorizado en mayor medida que esta tasa. El arbitrajista por lo tanto podría: 
Hoy: 
1 Vender la cartera al descubierto (venta corta).
2 Comprar el activo con el precio erróneo con estos ingresos.
Al final del período:
1 Vender el activo con el precio erróneo
2 Utilizar estos recursos para comprar de vuelta la cartera
3 Quedarse con la diferencia.

Cuando el precio de hoy es más alto:
Esto implica que al final del período la cartera se habrá valorizado a la tasa implícita por el modelo APT, mientras que el activo con el precio erróneo se habrá valorizado menos que esta tasa. El arbitrajista por lo tanto podría: 
Hoy:
1 Vender al descubierto el activo con el precio erróneo.
2 Comprar la cartera con estos recursos.
Al final del período:
1 Vender la cartera
2 Usar estos recursos para comprar de vuelta el activo con el precio erróneo
3 Quedarse con la diferencia.

## Relación con el "Capital Asset Pricing Model" (Modelo de Fijación de Precios de Activos Financieros)
El modelo APT junto con el Capital asset pricing model (CAPM) es una de las dos teorías más influyentes en el estudio de la fijación del precio de los activos. El modelo APT difiere del CAPM en que sus supuestos son menos restrictivos. Esto permite que sea un modelo explicativo del retorno de los activos. Este asume que cada inversor tendrá una cartera única con un vector único de betas, contrario a la cartera idéntica al mercado que sugiere el modelo CAPM. En algunos casos se puede considerar que el modelo CAPM es un caso especial del modelo APT. 
Además, el modelo APT puede ser visto como un modelo por el lado de la oferta, ya que sus coeficientes beta reflejan la sensibilidad del activo subyacente a los factores económicos. Así, los cambios de los factores pueden generar cambios estructurales en la tasa de retorno esperada del activo, o en el caso de acciones, en la rentabilidad de la firma.
Por otra parte, el Capital asset pricing model se considera un modelo por el lado de la demanda. Sus resultados, aunque similares a los del modelo APT, surgen de un problema de maximización de la función de utilidad de cada inversionista y del equilibrio de mercado resultante.

## Usando el APT

### Identificando los factores
Tal y como sucede con el modelo CAPM, los Betas se hallan vía una regresión lineal de los retornos históricos del activo con respecto al factor en cuestión. Al contrario del CAPM, el modelo APT, sin embargo, no revela por sí mismo la identidad de estos factores - es muy probable que el número y la naturaleza de estos factores cambie con el tiempo y entre economías. Como resultado, este problema es de naturaleza empírica. Varias recomendaciones sobre las características requeridas por factores potenciales son:
1. su impacto sobre el precio del activo se manifiesta en sus movimientos imprevistos,
2. deben representar influencias no diversificables (deben ser más de índole macroeconómica que específicas a una firma),
3. la información adecuada sobre la variable debe ser continua y confiable
4. la relación debe ser justificable en términos económicos

Chen, Roll y Stephen Ross han identificado los siguientes factores macroeconómicos como significativos a la hora de explicar los retornos de los activos financieros:
- sorpresas en la inflación;
- sorpresas en el PIB;
- sorpresas en la confianza del inversionista;
- sorpresas en cambios en la curva de rendimientos.